# Sistema local de repouso
O sistema local de repouso (SLR) é um referencial cuja origem descreve uma trajetória aproximadamente circular em torno do centro da Via Láctea. Sua velocidade é, por definição, igual à média das velocidades das estrelas localizadas nas vizinhanças do Sol. 
Assim, a cada uma dessas estrelas está associado um movimento próprio em relação a esse referencial. O Sol, por exemplo, tem uma velocidade de 19,7 km/s em direção ao ápice solar.